# اضطراب الطفولة التحللية
اضطرابات الطفولة التـحللية (سي دي دي) والمعروف أيضا باسم متلازمة هيلر والانتكاس الذهني. وهي حالة نادرة وُصفت بالبداية المتأخرة من العوائق التنموية للغة والأداء الاجتماعي والمهارات الحركية في السن الثانية من العمر. ولم يفلح الباحثون حتى الآن في معرفة سبب هذه الاضطرابات. إن مرض سي دي دي يشبه إلى حد ما التوحد ويعتبر الشكل الأبسط منه. ولكن غالبا يتم ملاحظة فترة واضحة في النمو الطبيعي قبل حدوث تراجع في أداء تلك المهارات المكتسبة أو سلسة من التراجعات فيها.
الكثير من الأطفال يصبحوا بطريقة ما متأخرين وذلك عند وضوح المرض عليهم. ولكن هذا الـتأخر دائماً لا يبدو واضحا عند الأطفال صغار السن. فالسن الذي يمكن ان يظهر فيه هذا التراجع بأشكال مختلفة هو من سن ال2 إلى 10 سنوات على الأرجح.
قد يحدث التراجع فجأة، وقد يبدو على الطفل القلق إزاء ما يحدث أكثر من ذهول والديّ الطفل.
يقوم بعض الأطفال أو تبدو عليه ردات فعل قريبة من الهلوسات ولكن العرض الأكثر ظهوراً هو فقدان المهارات التي قد اكتسبها الطفل من قبل وقد عرّفها الباحثون بالحالة المدمرة التي تؤثر على مستقبل كلاً من الطفل وأسرته.
وكما هو الحال مع جميع فئات اضطرابات النمو المتفشية، هناك جدل كبـير حول العلاج الأنسب لمرض سي دي دي.
اكتشفت المتلازمة سي دي دي في الأصل من قبل المربّي النمساوي ثيودور هيلر وذلك في عام 1908 ميلادي، أي قبل أن يقوم الطبيب ليو كانر باكتشاف مرض التوحد بخمس وثلاثون سنة.
ولكن لم يعترف بها رسمياً إلا مؤخراً وأطلق عليها هيلر مسمى الخرف الطفولي.

## الأعراض والعلامات
بشكل عام، ينمو الطفل المصاب بهذا المرض على نحو طبيعي في السن 2 من العمر فيبدأ باكتساب ما يتناسب مع سن نموه الطبيعي من مهارات التواصل الشفهية واللاشفهية والعلاقات الاجتماعية والمهارات الحركية واللعب والقدرة على العناية الشخصية.
ولكن من حوالي العمر 2 إلى 10 سنوات يفقد الطفل المصاب وبشكل كلي تقريباً تلك المهارات التي قد اكتسبها في مهارتين على الأقل من المهارات الوظيفية الستة التالية:
1. المهارات اللغوية
2. مهارات اللغة الاستقبالية و(التعبيرية)
3. المهارات الاجتماعية
4. مهارات العناية الشخصية والتحكم بالتبول والتبرز
5. مهارات اللعب
6. المهارات الحركية

وأيضا يظهر الافتقار أو ضعف الأداء الطبيعي للطفل في ثلاثة مهارات وهي:
1. التفاعل الاجتماعي
2. التواصل
3. السلوك التكراري وأوجه الاهتمام.

## الأسباب
أسباب هذا المرض لا تزال مجهولة فأحيانا يظهر فجأة خلال أيام أو أسابيع بينما في حالات أخرى يتطور هذا المرض خلال فترات طويلة من الزمن.
ولقد أشار التقرير من عيادة مايو(Mayo) ان الفحوصات الطبية والعصبية الشاملة للطفل المُشخّصة حالته بالإصابة بهذا المرض نادراً ما تكشف عن السبب الطبي والعصبي له.
وبالرغم من أن نسبة حدوث الصرع أعلى عند الأطفال المصابين، إلا ان الخبراء يجهلون ما إذا كان للصرع دور في التسبب بهذه الاضطرابات. ارتبط مرض الاضطراب الطفولي التحليلي بعدة حالات معينة وبخاصة ما يلي:
أمراض تخزين الدهون: في هذه الحالة تتراكم الدهون الزائدة والسامة في الدماغ والجهاز العصبي.
التهاب الدماغ الشامل المتصلب شبة الحاد :وهي عدوى مزمنة تصيب الدماغ بشكل من اشكال فيروس الحصبة التي تسبب ذلك الالتهاب.
وهذه الحالة تؤدي إلى التهاب الدماغ وموت الخلايا العصبية.
التصلب الدرني المعقد (تي اس سي) وهو خلل جيني وبه ينمو الورم في الدماغ والأعضاء الحيوية مثل الكليتين والقلب والعينين والرئتين والجلد. وفي هذه الحالة تنمو الأورام الغير سرطانية (حميدة) والأورام المشوبة في الدماغ

## العلاج
لا يوجد علاج دائم لمكافحة هذا المرض، ففقدان اللغة والمهارات المرتبطة بالتفاعل الاجتماعي والعناية الشخصية هو بالأحرى أمر خطير، ويُحدث عاهات مستديمة للأطفال المصابين في مناطق معينة تتطلب الرعاية على المدى الطويل. ويشتمل علاج مرض سي دي دي على كُلاً من العلاج السلوكي والعلاج بالأدوية.
العلاج السلوكي هدفه هو تعليم الطفل اللغة مجدداً وتعلم العناية الشخصية والمهارات الاجتماعية. ومن اجل ذلك تم تصميم عدة برامج «استخدام طريقة التحفيز بإعطاء المكافآت والجوائز لتعزيز السلوك المرغوب فيه وتثبيط السلوك المُعضِـل». ويستخدم هذا النوع من العلاج عدد من العاملين في مجال الرعاية الصحية في مختلف المجالات مثل علماء النفس واختصاصيون في علاج النطق والعلاج الطبيعي والعلاج المهني.
وفي الوقت نفسه يستخدمه أيضا الآباء والمعلمين والمربين القائمين على رعاية الأطفال هذه هي الطريقة المناسبة لعلاج أفضل تبعاً لجميع النتائج التي تم التوصل إليها.
أما العلاج بالأدوية: ليس هنالك أدوية متوفرة لعلاج مرض سي دي دي بطريقة مباشرة، فيتم استخدام الأدوية المضادة للذهال لمعالجة المشاكل السلوكية الحادة مثل السلوك العدواني وأنماط السلوك المتكررة وكما تستخدم الأدوية المضادة لعلاج النوبات.

## روابط خارجية
- HIN المعاهد الوطنية للصحة والمكتبة الوطنية الأمريكية للصحة
- Yale المدرسة الطبية
- ميرك